# Jakob Reich
Jakob Reich (ur. 10 maja 1890 w Degersheimie, zm. 30 października 1974 w Zurychu) – szwajcarski strzelec, olimpijczyk, multimedalista mistrzostw świata.
Reich wystąpił w trzech konkurencjach podczas Letnich Igrzysk Olimpijskich 1924. Indywidualnie uplasował się na 7. pozycji w karabinie małokalibrowym leżąc z 50 m, a także na 31. pozycji w karabinie dowolnym leżąc z 600 m. Wraz z drużyną zajął czwarte miejsce w karabinie dowolnym (skład zespołu: Jakob Reich, Arnold Rösli, Wilhelm Schnyder, Conrad Stucheli, Albert Tröndle). Jego nazwisko pojawia się w niektórych opracowaniach na liście medalistów olimpijskich z Antwerpii (w karabinie dowolnym w trzech postawach z 300 m), jednak jego uczestnictwo w tychże zostało później zakwestionowane.
Na przestrzeni lat 1924–1939, Jakob Reich zdobył 17 medali na mistrzostwach świata, w tym 7 złotych, 5 srebrnych i 5 brązowych. Najwięcej zwycięstw odniósł w drużynowym strzelaniu z karabinu dowolnego w trzech postawach z 300 m (5), zaś największą liczbę medalowych pozycji osiągnął na turnieju w 1928 roku (3). Podczas tych samych zawodów wywalczył swój jedyny indywidualny tytuł mistrza świata – dokonał tego w karabinie dowolnym stojąc z 300 m. Łącznie 5 razy stawał na podium w konkurencjach indywidualnych.

## Wyniki

### Igrzyska olimpijskie
| Igrzyska | Konkurencja                       | Wynik                            | Miejsce | Źródło |
| -------- | --------------------------------- | -------------------------------- | ------- | ------ |
| IO 1924  | Karabin dowolny leżąc, 600 m      | 81 pkt.                          | 31      | [ 5 ]  |
| IO 1924  | Karabin dowolny, drużynowo        | 635 pkt. (druż.) 135 pkt. (ind.) | 4       | [ 6 ]  |
| IO 1924  | Karabin małokalibrowy leżąc, 50 m | 392 pkt.                         | 7       | [ 7 ]  |

### Medale mistrzostw świata
Opracowano na podstawie materiałów źródłowych:
| Mistrzostwa     | Konkurencja                                     | Wynik                                          | Miejsce |
| --------------- | ----------------------------------------------- | ---------------------------------------------- | ------- |
| Reims 1924      | Karabin dowolny, trzy postawy, 300 m, drużynowo | 5184 pkt. (druż.)                              |         |
| St. Gallen 1925 | Karabin dowolny, trzy postawy, 300 m, drużynowo | 5386 pkt. (druż.) 1055 pkt. ind. (370–357–328) |         |
| St. Gallen 1925 | Karabin dowolny klęcząc, 300 m                  | 357 pkt.                                       |         |
| Loosduinen 1928 | Karabin dowolny, trzy postawy, 300 m            | 1092 pkt. (347–368–339)                        |         |
| Loosduinen 1928 | Karabin dowolny, trzy postawy, 300 m, drużynowo | 5391 pkt. (druż.) 1092 pkt. ind. (382–370–347) |         |
| Loosduinen 1928 | Karabin dowolny stojąc, 300 m                   | 347 pkt.                                       |         |
| Sztokholm 1929  | Karabin dowolny, trzy postawy, 300 m, drużynowo | 5442 pkt. (druż.)                              |         |
| Sztokholm 1929  | Karabin małokalibrowy stojąc, 50 m, drużynowo   | 1821 pkt. (druż.)                              |         |
| Antwerpia 1930  | Karabin dowolny, trzy postawy, 300 m, drużynowo | 5407 pkt. (druż.)                              |         |
| Antwerpia 1930  | Karabin dowolny klęcząc, 300 m                  | 375 pkt.                                       |         |
| Lwów 1931       | Karabin dowolny, trzy postawy, 300 m, drużynowo | 5482 pkt. (druż.)                              |         |
| Lwów 1931       | Karabin dowolny stojąc, 300 m                   | 353 pkt.                                       |         |
| Grenada 1933    | Karabin dowolny, trzy postawy, 300 m, drużynowo | 5412 pkt. (druż.) 1066 pkt. (ind.)             |         |
| Rzym 1935       | Karabin dowolny, trzy postawy, 300 m, drużynowo | 5446 pkt. (druż.)                              |         |
| Helsinki 1937   | Karabin małokalibrowy stojąc, 50 m, drużynowo   | 1840 pkt. (druż.)                              |         |
| Lucerna 1939    | Karabin małokalibrowy stojąc, 50 m, drużynowo   | 1858 pkt. (druż.)                              |         |
| Lucerna 1939    | Karabin dowolny, trzy postawy, 300 m, drużynowo | 5415 pkt. (druż.)                              |         |